# Pavel Vondra
Pavel Vondra (13. dubna 1969 Praha – 1. ledna 2024 Praha) byl český dabér a herec. Hrál v Divadelní společnosti Háta, která vystupuje na různých scénách (např. Branickém divadle).

## Smrt
Dne 1. ledna 2024 spáchal sebevraždu, Dle jeho kolegů na něm poslední dobou nebylo poznat, že by ho něco trápilo, mohlo se tedy jednat o krátkodobou životní situaci. Rozloučení s ním proběhlo 12. ledna 2024 v motolském krematoriu.

## Filmografie

### Film
- Kameňák 2 (2004)
- Čertova nevěsta (2011)

### Televize
- Nám se to stát nemůže (1987)
- Kulihrášek a zakletá princezna (1995)
- Ordinace v růžové zahradě (2006) – seriál, 2 díly
- Kriminálka Anděl (2008) – seriál, 1 díl

### Dabing (výběr)
- seriál Beverly Hills 90210 – Steve Sanders
- seriál Ztraceni – James Ford alias “Sawyer”
- seriál Námořní vyšetřovací služba – Anthony DiNozzo
- seriál Čarodějky (seriál) – více postav: Whitaker Berman, Jack Sherridan, Dr. Bo Griffiths, Bob Cowan, Avatár Alpha
- jeden z dvorních dabérů Toma Cruise a Hugha Granta
- animovaný film Killer Bean Forever (2009) – zabiják Bean